# أندرياس مالين
أندرياس مالين (بالألمانية: Andreas Malin)‏ هو لاعب كرة قدم ليختنشتاني، ولد في 31 يناير 1994 في ليختنشتاين. لعب مع دورنبيرن 1913 ‏.

## وصلات خارجية
- أندرياس مالين على موقع الاتحاد الدولي (مؤرشف)  (الإنجليزية)
- أندرياس مالين على موقع الاتحاد الأوربي (الإنجليزية)
- أندرياس مالين على موقع قاعدة بيانات كرة القدم.إي يو (الإنجليزية)
- أندرياس مالين على موقع ناشيونال فوتبول تيمز (الإنجليزية)
- أندرياس مالين على موقع Soccerway.com (الإنجليزية)
- أندرياس مالين على موقع عالم كرة القدم.نت (الإنجليزية)